# Prisma pentagonal biaumentado
Em geometria, o prisma pentagonal biaumentado é um dos sólidos de Johnson (J53). Como o nome sugere, pode ser construído aumentando-se um prisma pentagonal ao juntar-se duas pirâmides quadradas (J1) a duas de suas faces não adjacentes (O sólido obtido ao juntar-se duas pirâmides quadradas a faces adjacentes do prisma pentagonal não é convexo, portanto, não é um sólido de Johnson).